# Anton Rechetnikov
Anton Rechetnikov (né le 18 mai 1986) est un coureur cycliste russe.

## Biographie
En juin, Anton Rechetnikov fait l'objet d'un contrôle antidopage positif au carphédon. Ce résultat est communiqué à la fédération de cyclisme russe en septembre, de sorte qu'Anton Rechetnikov continue de courir entretemps. Il remporte ainsi en août le Grand Prix Guillaume Tell, manche de l'UCI Coupe des Nations U23. Il est disqualifié et suspendu un an, de juin 2007 à juin 2008.

## Palmarès
- 2003
  - Trofeo Karlsberg :
    - Classement général
    - 1re et 4e étapes

  - 3e étape du Tour de Lorraine juniors
- 2005
  - 2e du Gran Premio Capodarco
- 2006
  - 4e étape du Tour de Toscane espoirs
  - 2e du Tour de Toscane espoirs
  - 3e du Gran Premio Capodarco
  - 3e de la Gara Ciclistica Montappone
- 2007
  - Grand Prix Industrie del Marmo
  - 2e du Gran Premio Folignano